# Physegenua ferruginea
Physegenua ferruginea är en tvåvingeart som beskrevs av Ignaz Rudolph Schiner 1868. Physegenua ferruginea ingår i släktet Physegenua och familjen lövflugor.
Artens utbredningsområde är Venezuela. Inga underarter finns listade i Catalogue of Life.